# Scheinkorrelation

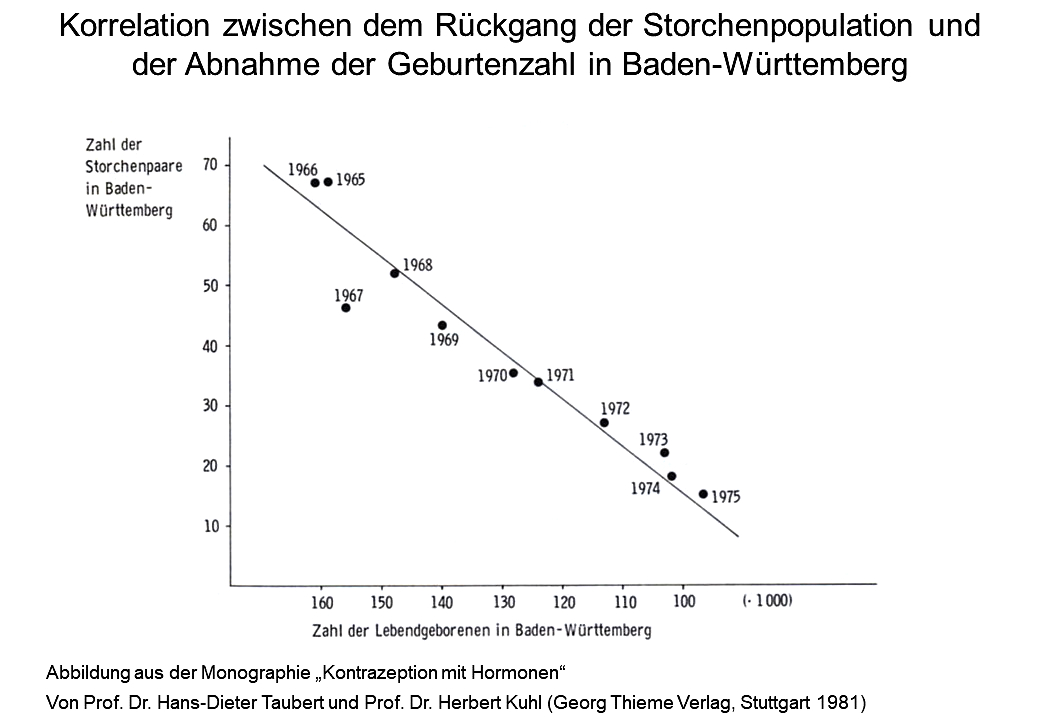
Beispiel für eine Scheinkorrelation: Anzahl der Störche und menschliche Geburtenrate in einem Land

Scheinkorrelation (englisch spurious relationship oder spurious correlation) bezeichnet eine Korrelation zwischen zwei Größen, der kein Kausalzusammenhang, sondern nur eine zufällige oder indirekte Beziehung zugrunde liegt (englisch: correlation, not causation). Die Scheinkorrelation ist die statistische Entsprechung des in der Philosophie betrachteten Fehlschlusses Cum hoc ergo propter hoc.
Der Ausdruck ist allerdings insofern missverständlich, als eigentlich Scheinkausalität gemeint ist. Denn es liegt nicht nur scheinbar, sondern tatsächlich eine Korrelation vor, aber eben keine Kausalität (zur Abgrenzung der Konzepte siehe Korrelation und Kausalzusammenhang). Ohnehin ist Korrelation ein statistischer Begriff, der weder Kausalität impliziert noch von ihr impliziert wird.
Eine Scheinkorrelation besteht z. B., wenn konfundierende Variablen (Störvariablen, Störfaktoren) oder intervenierende Variablen einen Einfluss auf die untersuchten Größen haben. Das Phänomen ist seit den Anfängen der Statistik bekannt; der entsprechende englische Begriff spurious correlation wurde 1954 von Herbert A. Simon geprägt.

## Beispiel
Ein bekanntes Beispiel ist die Korrelation zwischen der menschlichen Geburtenrate und der Zahl der Storchenpaare in verschiedenen europäischen Regionen. Obwohl es eine Korrelation zwischen der Zahl der Geburten und der Zahl der Storchenpaare gibt (d. h. mehr Geburten und gleichzeitig mehr Storchenpaare), gibt es keinen kausalen Zusammenhang (die falsche Schlussfolgerung, dass die Kinder vom Storch gebracht werden). Die Korrelation zwischen Geburten und Storchpaaren ergibt sich daraus, dass in ländlichen Regionen mehr Störche nisten und tendenziell auch mehr Kinder pro Paar geboren werden.
Das Beispiel der Scheinkorrelation zwischen Störchen und der Geburt von Babys wurde von Jerzy Neyman (1952) vorgebracht. Gegeben die Zahl der Frauen {\displaystyle X}, Zahl der Geburten von Babys {\displaystyle Y}, und die Zahl der Störche {\displaystyle Z}, so können die Raten {\displaystyle r_{1}=Y/X} und {\displaystyle r_{2}=Z/X} berechnet werden. Zieht man nun unabhängig verteilte Stichproben der Zufallsvariablen und korreliert die Raten {\displaystyle r_{1}} und {\displaystyle r_{2}} erhält man aufgrund des gemeinsamen Nenners eine Scheinkorrelation.

## Scheinregression
Die Scheinregression ist ein Spezialfall der Regression, bei der ein statistisch signifikanter Zusammenhang zwischen einer Variablen {\displaystyle Y_{t}} und einer Variablen {\displaystyle X_{t}} festgestellt werden kann, der sachlogisch nicht zu begründen ist. Scheinregressionen sind auf einen gemeinsamen Trend in den beteiligten Variablen zurückzuführen. Ein Hinweis auf Scheinregression ist ein hohes Bestimmtheitsmaß {\displaystyle R^{2}} und ein Durbin-Watson-Koeffizient von nahezu Null (hohe positive Autokorrelation erster Ordnung). Darüber hinaus liefert der Dickey-Fuller-Test, insofern dieser eine Zeitreihe als nichtstationär identifiziert, ein Indiz für eine Scheinregression.

Regressionsgerade zwischen zwei unabhängigen AR(1)-Prozessen mit Einheitswurzel inklusive -Statistik.

Ein Beispiel in den Anwendungen ist das spurious regression problem der Ökonometrie, auf welches Clive W. J. Granger und Paul Newbold 1974 hingewiesen haben, nach dem auch zwei unabhängige Random walks ohne deterministische Trendkomponente (oder andere Formen von stochastischen Prozessen mit Einheitswurzel) korrelieren, obwohl sogar stochastische Unabhängigkeit vorliegt.
Genauer formuliert führen solche durch Autokorrelation verursachte Verletzungen der Voraussetzungen eines Regressionsmodells dazu, dass zum Beispiel die Teststatistiken für die Hypothese, dass der Steigungsparameter der Regressionsgeraden gleich Null ist (t-Statistik), mit wachsendem Datenumfang divergieren, also wenn nur genügend Daten erhoben werden, immer ein Zusammenhang festgestellt wird.

## Scheinkorrelation von Verhältnissen

Eine Illustration einer Scheinkorrelation von Verhältnissen

Die nebenstehende Abbildung zeigt 500 Beobachtungen von x/z gegen y/z aufgetragen. Die Stichprobenkorrelation beträgt 0,53, obwohl x, y und z statistisch unabhängig voneinander sind (d. h., die paarweisen Korrelationen zwischen ihnen sind null). Die z-Werte sind auf einer Farbskala hervorgehoben.
Vor dieser Art der Scheinkorrelation wurde schon von Pearson gewarnt. In der Literatur wird angemerkt, dass insbesondere in molekularbiologischen Anwendungen diese Art der Scheinkorrelation auftreten kann.